# Исаакян, Левон Геворкович
Лево́н Гево́ркович Исаакя́н (17 апреля 1908, Александрополь, Российская империя — 3 марта 2010) — советский кинорежиссёр и сценарист. Заслуженный деятель искусств Армянской ССР. Член КПСС с 1946 года. До своей смерти был самым пожилым кинорежиссёром в мире.

## Биография
Левон Исаакян родился в Александрополе (ныне Гюмри). С детства увлекался кинематографом. Играл на флейте. В Ереване он поступил в Театральный институт и экстерном окончил театроведческий факультет. Через два года он встретился с режиссёром Иваном Перестиани, который в тот момент работал над экранизацией поэмы Ованеса Туманяна «Ануш». После пробных съёмок Исаакяна утвердили на роль главного героя Моси. Позже он снялся ещё в двух картинах. В 1937 году он работал ассистентом режиссёра Амасия Мартиросяна на съёмках фильма «Севанские рыбаки». Во время съёмок Левона арестовали, после чего он стал заниматься документальным кино, сняв «Пушкинские дни в Армении» и «Армянская медь». В 1939 году он основал в Ереване студию дубляжа. Во время Великой Отечественной войны Исаакян создавал хронику военных действий. После войны, в 1946 году Левон Исаакян начал работу над документальным фильмом «Страна родная», в котором впервые были использованы кадры кинохроники 1915 года из Западной Армении и поднята тема Геноцида армян. Над фильмом Левон работал вместе с Александром Довженко, который был художественным руководителем картины и сценаристом.
С 1949 по 1953 год Исаакян работал заместителем министра кинематографии Армянской ССР. Позже стал режиссёром на студии «Арменфильм». В 1963 году Левон снял фильм «Путь на арену» о «грустном клоуне» Леониде Енгибарове. Этот фильм стал первым цветным художественным фильмом в армянском кинематографе и позже лента вошла в «Золотую коллекцию» «Арменфильма».
В 2003 году Левон Исаакян был награждён памятной медалью газеты «Голос Армении» «За активное участие в социально-общественной жизни и укрепление государственности». Позже ему был вручён диплом Международного кинофестиваля «Золотой абрикос» «За плодотворную деятельность». Левону также присуждена памятная медаль «Армкино-80», а в честь его 100-летия по инициативе Национального киноархива Армении вышел в свет фильм «Страна родная» на цифровом носителе.
Награждён медалью «За трудовое отличие» (27.06.1956).

## Фильмография

### Режиссёрские работы
- 1940 — Страна радости
- 1945 — Страна родная
- 1954 — Армянский киноконцерт
- 1957 — Кому улыбается жизнь
- 1963 — Путь на арену
- 1970 — 2-Леонид-2

### Сценарии
- 1940 — Страна радости
- 1941 — Урок советского языка
- 1945 — Страна родная

### Актёр
- 1931 — Ануш